# 彼得·费拉罗
彼得·费拉罗（英語：Peter Ferraro，1973年1月24日—），美国男子冰球运动员，场上位置是前锋。他曾代表美国国家队参加1994年冬季奥林匹克运动会冰球比赛，获得第8名。